# زينة فياض
زينة فياض (8 مارس -) إعلامية لبنانية لقبت بالملكة في تلفزيون المستقبل 

## حياتها
تنحدر من بلدة أنصار الجنوبية وهي من الطائفة الشيعية، مجازة في العلوم الاجتماعية من الجامعة اللبنانية
عاشت تجربة زواج مبكر ولم تنجح، سافرت خلالها إلى أفريقيا وعادت امرأة مطلقة إلى لبنان حيث عملت على تحقيق حلمها في أن تكون مذيعة في التلفزيون· لم يتوقف الأمر عندها عند حدود كونها مطلقة، بل سرعان ما استعادت ثقتها بنفسها وبأن الحياة يجب أن تستمر رافضة الحياة التقليدية وفرض سلطة الرجل عليها، دون خلفية وحوار ديمقراطي وقدرة على الامتناع والنقاش ذلك أن هذا الأمر كان كفيلاً بأن يجعلها تتمرد وتعلن العصيان

## مشوارها المهني

### إنطلاقتها من تلفزيون المستقبل
بدأت عملها في «تلفزيون المستقبل» عام 1993 في صيدا من خلال نشرة الاخبار وبرامج خاصة قدمتها منها «شرفات» وعدد من المحاضرات والندوات التي غطتها في دول عربية وأوروبية منها باريس الأردن ومصر.

### مغادرة المستقبل والعمل في قناة الجزيرة
عام 2003 اتخذت قراراً نهائياً بمغادرة لبنان للعمل في «قناة الجزيرة» الاخبارية، بعد تلقيها عرضا من المحطة قرارها جاء بعد تفكير دقيق بمسيرتها الاعلامية، اذ ارادت ان تضيف اليها خبرة من نوع آخر تصقل مشوارها تاركة العمل في «المستقبل» بتفاهم تام مع ادارتها التي تركت لها حرية اتخاذ القرار المناسب ولم تكن مدبرة كما زعم البعض، بل على العكس، كان ثمة عتب من إدارة «المستقبل» عليها لانهم وافقوا على أن تغادر إلى محطة «العربية» وكإجازة من المحطة من دون راتب وذلك بطلب من الرئيس رفيق الحريري، إلا انها عدلت عن رأيها وآثرت قبول عرض قناة الجزيرة، فهنا اشترطت عليها إدارة «المستقبل» الاستقالة من المحطة في حال قبولها ذلك العرض. استقالت من قناة الجزيرة بعد أربعة أشهر بعد الخلاف الذي وقع مع المدير السابق لتلفزيون الجزيرة عدنان الشريف وتوتر الجو وعملها في أجواء ضاغطة وغير صحية فقدمت استقالتها لأنها وجدت أن التنازل عن بند واحد في عقدها مع الجزيرة يعني التنازل المستمر عن البنود الأخرى وهذا ما رفضته حتى بعد تسلم وضاح خنفر مهام المدير الجديد بدلاً من عدنان الشريف لم تصلح الأمور واصفة بأن هناك حملة ضدها من البعض جوهرها غير مهني غطوها باحتجاجهم على راتبها الكبير بعد أن سرق عفدها من درج مكتبها وأفشيت مكنوناته وهكذا علم بقيمة راتبها الشهري الذي كان سبب الغيرة والمشاكل.

### إنطلاقتها لمحطة أي بي أن
عام 2005 إنتقلت للعمل في محطةA.B.N (الشبكة العربية للاخبار العراقية) حيث قدمت نشرات الأخبار إضافة لبرامج سياسية حوارية منها برنامج جولة المساء على مدى سبعة أعوام وأهمها برنامج «إلى أين» ، شاركت بمداخلة قيمة أثناء حضورها للمؤتمر الدولي حول السلام، والذي نظمته شبكة فولتير بالعاصمة البلجيكية بروكسل أيام 17/18 نوفمبر 2005. وقد أشارت أثناء الندوة التي أقيمت بعنوان «الأشكال الحديثة للتدخل الأجنبي»، إلى أهمية دور وسائل الإعلام في عكس صورة الحرب على العراق، وفي تصدير مفاهيم حرب الحضارات. كما دعت الشعوب إلى الحوار من أجل إنهاء منطق الحروب
عام 2015شاركت في مؤتمر (دور الإعلام في مواجهة الاٍرهاب التكفيري) في دمشق
عضو في الأمانة العامة لشبكة دمشق الدولية (إعلاميون ضد الإرهاب) ومنتدى الإعلام اللبناني.

### مشاركتها في حملة أنقذوا تراث حلب
- في يناير عام 2017 انضمت إلى الموقعين على حملة أنقذوا تراث حلب للفنان غبريال عبد النور[14]

### تقديمها برنامج تاريخ يشهد على أل بي سي آي وتوقفه
في مطلع العام 2017 بعد مفاوضات مع المؤسسة اللبنانية للإرسال ومجلس إداراتها
إتفقت مع القائمين عليها تقديم برنامج «تاريخ يشهد» الذي يُعرض آخر أحد من كل شهر وتطلّ فيه ليلى عبد اللطيف لتُدلي توقعاتها، بعدما جددت تعاونها مع ليلى رغم فشل تنبؤاتها، وبحثت عن مقدّم يتولّى مهام محاورة ليلى بعدما ترك رجا ناصر الدين القناة وانتقاله إلى إم تي في اللبنانية أوقف بعدها البرنامج بقرار المحطة لتدني نسبة المشاهدة وعودة زينة التي كانت صادمة لمتابعيها عندما بالغت بوصف ليلى وحاورتها بطريقة ساذجة ولم تنجح بتوجيه الانتقاد إليها وأوضحت بعد توقف البرنامج في أبريل 2017 "بأنهت لم توقع على عقد ولم نتفق إلا على حلقة واحدة.وبأنها أتفقت معهم على أن تكون ضيفة مقدمة وأن تقدم حلقة واحدة، لأنها تطل عبر شاشة anb وتفدم برنامجاً سياسياً ويومها اعطت وعداً للشيخ بيار الضاهر بتقديم حلقة واحدة، ومحاورة ليلى عبد اللطيف بعد غيابها عن الشاشة